# Київхімволокно
ВАТ «Київхімволокно» — підприємство хімічної промисловості у Києві, найстаріше підприємство України з виробництва хімічних ниток та волокон. Засноване у жовтні 1937 році як фабрика віскозного шовку. Київський комбінат хімічного волокна нагороджено орденом Трудового Червоного Прапора (1966).
Будівництво корпусів здійснювалося у 1935–1937 роках (Будинку культури — у 1935–1939 роках) за проєктом архітекторів Б. В. Гладкова та М. П. Кузнєцова (Москва).
Основні види продукції: поліпропіленовий шпагат з первинної сировини високої якості в асортименті від 500 до 7500 текс, гранула поліпропіленова вторинна, яка використовуються для лиття різноманітної гами деталей із пластмас (різноманітної тари, деталей для офісних крісел, бандажної стрічки поліпропіленової), шпагат для обв'язки ковбасних виробів та зшивання документів, тканина для офісних стільців та м'яких меблів, стрічка конвеєрна (транспортерна) харчова, сітка для батуту.

## Історія
Київське виробниче об'єднання «Хімволокно» засноване у жовтні 1937 році як фабрика віскозного шовку. Фабрика була відновлена після закінчення Другої світової війни, і у 1946 році розпочато випуск віскозної нитки.
До складу виробничого об'єднання входили:
- два виробництва по випуску віскозної текстильної нитки — віскозне виробництво №1, введене в експлуатацію у 1937 році, проектна потужність — 3800 тонн на рік.
- виробництво по випуску капронової нитки і капронового волокна, введене в експлуатацію у 1954 році, проектна потужність — 3570 тонн на рік.
- целофановий цех по випуску целюлозної плівки, введений в експлуатацію у 1955 році, проектна потужність — 2000 тонн на рік.
- ділянка лакування целофану, введена в експлуатацію у 1959 році, проектна потужність — 2000 тонн на рік.
- штапельне виробництво, введене в експлуатацію у 1966 році, проектна потужність — 140 тонн на рік рибальської волосини, 360 тонн на рік щетини, 5400 тонн на рік штапельного волокна.

За рахунок модернізації обладнання по випуску штапельного волокна у 1968 році був створений першим у СРСР і в Україні дослідно-промисловий потік виробництва капронової текстурованої джгутової нитки потужністю 1000 тонн на рік для килимів і килимових покриттів. Розширення виробництва капронової текстурованої джгутової нитки було здійснено в наступні роки за рахунок виводу потужностей по виробництву волосини і щетини, і частково штапельного волокна. У результаті проектна потужність штапельного виробництва становила 9400 тонн на рік, у тому числі:
- капронової текстурованої джгутової нитки — 6800 тонн на рік
- капронового волокна — 2600 тонн на рік.

У 1970—77 роках уперше в СРСР і в Україні був розроблений і освоєний випуск струн для тенісних і бадмінтонових ракеток. Виробнича потужність по випуску струн була доведена до 20 тон у рік, у тому числі для тенісних ракеток 13 тон у рік.
1989 року розпочато роботи по реконструкції капронового виробництва. Нове виробництво було призначене для одержання поліамідної джгутової нитки пневмотекстурованої, пофарбованої в масі, антистатичної, для килимів і килимових виробів. Потужність виробництва становила 24,28 тисячі тонн на рік на комплектному імпортному обладнанні. У 1995 році через припинення державного фінансування будівельно-монтажні роботи були припинені при готовності до випуску першої черги (8,28 тисячі тонн на рік) — 87 %.
У ході корпоратизації Київського державного виробничого об'єднання «Хімволокно» відповідно до наказу Міністерства промислової політики України №402 від 30 грудня 1994 року було утворено ВАТ «Київхімволокно».
22 квітня 1999 року Київська міська рада ухвалила рішення прийняти в комунальну власність акції (95,72%) ВАТ «Київхімволокно», що належать державі (не розміщені в ході приватизації). 
На кінець 2002 року виробнича та комерційна діяльність проводилась відокремленими структурними підрозділами — дочірніми підпрємствами. Було створено 10 дочірніх підприємств.

## Керівники
- Мальчевський Анатолій Іванович
- Радчук Олександр Олексійович[2]